# Route nationale 813 (France)
Pour les articles homonymes, voir Route nationale 813.
La route nationale 813 ou RN 813 était une route nationale française reliant Caen à Honfleur. À la suite de la réforme de 1972, elle a été déclassée en RD 513.

## Ancien tracé de Caen à Honfleur (D 513)
- Caen
- Mondeville
- Colombelles
- Hérouvillette
- Varaville
- Cabourg
- Dives-sur-Mer
- Houlgate
- Auberville
- Villers-sur-Mer
- Blonville-sur-Mer
- Benerville-sur-Mer
- Deauville
- Trouville-sur-Mer
- Hennequeville
- Villerville
- Cricquebœuf
- Pennedepie
- Honfleur